# Soumpou
Soumpou è un comune rurale del Mali facente parte del circondario di Yélimané, nella regione di Kayes.
Il comune è composto da 5 nuclei abitati:
- Bougoundia
- Niagnéla
- Niakatéla
- Takaba (centro principale)
- Tangadonga